# 沙尔沁镇 (土默特左旗)
沙尔沁镇，是中华人民共和国内蒙古自治区呼和浩特市土默特左旗下辖的一个乡镇级行政单位。

## 行政区划
沙尔沁镇下辖以下地区：
沙尔沁村、公布板村、大西平村、小西平村、板定板村、小营子村、一间房村、东河村、南此老村、中此老村、西此老村、老龙不浪村、色令板村、二道凹村、牛牛营村、牌楼板村、小阿哥村、大阿哥村、西水泉村、伍把什村、西什拉乌素村、小什拉乌素村、东水泉村、六犋牛村和羊路村。